# ジャーネット県
ジャーネット県（ジャーネットけん、アラビア語: ولاية جانت、ラテン文字表記：Djanet）は、アルジェリアの県（ウィラーヤ）のひとつ。県都はジャーネット。国内最東端に位置し、東をリビア、南東をニジェールの国境と、北をイリジ県、西から南にかけてタマンラセット県と接する。58ある県の中では比較的広大な面積を持つが、全域がサハラ砂漠にあるため人口は非常に少なく、約1.7万人（2008年国勢調査）と県では下から2番目に少ない。
2015年5月27日に県の準県（Wilaya déléguée、県と郡の中間区分）として設置され、2019年12月5日に県へ昇格した。
世界遺産のタッシリ・ナジェールが県北部にある。

## 行政区画
1郡（ダイラ）と2自治体（バラディヤ / コミューン）を管轄する。
- ジャーネット郡（フランス語版） - 県と同一

| 自治体                 | アラビア語名 | ラテン文字表記  | 面積 （km2） | 人口 （2008年） |
| ---------------------- | ------------ | --------------- | ------------ | --------------- |
| ボルジュ・エル・ウアス | ﺑﺮ ج اﻟﺤﻮاس  | Bordj El Haouas | 30,745       | 2,963           |
| ジャーネット           | جانيت        | Djanet          | 57,008       | 14,655          |